# Johan Clant

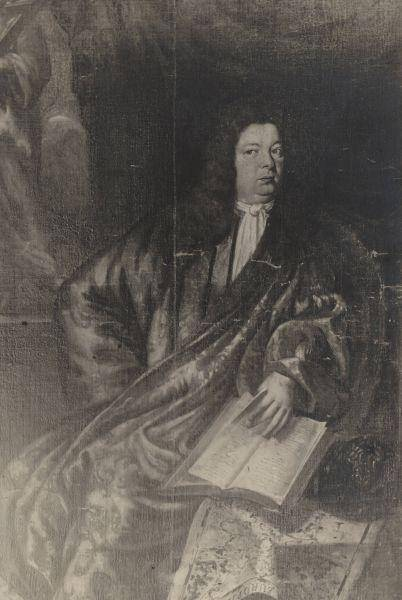
Johan Clant van Stedum

Johan Clant van Stedum (1624 - Bremen, 1694) was een Nederlandse landjonker uit Groningen, is bekend geworden door zijn vader Adriaan Clant, die onderhandelaar was bij de Vrede van Münster in 1648.
Johan was de zoon van Adriaan Clant en Hille Clant. Johan trouwde 17 december 1653 te Groningen met Anna Coenders, en ze kregen 4 dochters, Elisabeth, Helena, Gesina en Willemine.

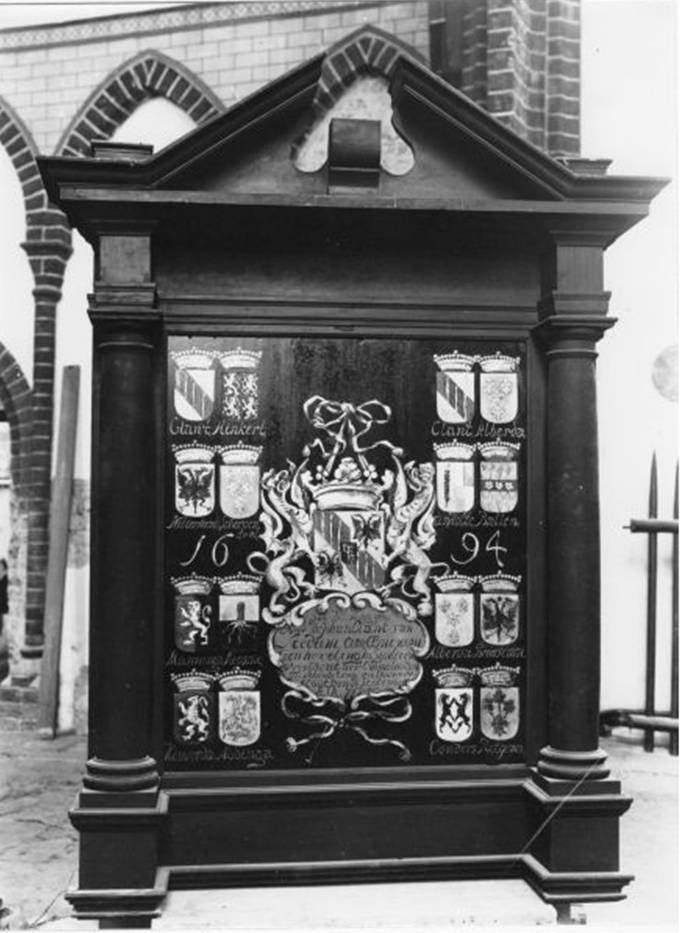
Rouwbord van Johan Clant

Sedert 7 juni 1658 was hij Schepper van de noordzijde van Appingedam. In 1669 liet Johan de borg Nittersum geheel verbouwen, naar de plannen van de beroemde bouwmeester Philips Vingboons. In 1670-1672 richtte Johan de tombe in Stedum naar ontwerp van Rombout Verhulst. Het rouwbord van Johan hangt in de Bartholomeüskerk te Stedum.